# Прерванная песня
«Прерванная песня» — советско-чехословацкий фильм 1960 года режиссёра Николая Санишвили.
Один из лидеров кинопроката СССР, фильм посмотрели 26,9 млн зрителей.

## Сюжет
В основу фильма была положена история любви грузинской девушки и словацкого юноши которые случайно встретились на полях сражений. Словацкий актёр Юлиус Пантик и грузинская актриса Лия Элиава создали обаятельные и благородные образы молодых героев Мишо и Элико. Тема дружбы народов естественно и органично вырастает из самой действительности и решена она убедительно и умно. Веришь в силу дружбы грузина Гурама, его сестры Элико и словака Мишо. Это дружба народов, завоёванная кровью, пролитой в сражениях за общее дело.— Киноискусство Советской Грузии // Кора Церетели. — М.: Искусство, 1969 — 95 с. — стр. 62
Главного героя — словака Мишо Звару — скромного деревенского учителя пения, война застаёт за уроком пения… Его мобилизуют в гитлеровскую словацкую дивизию и направляют на Восточный фронт, дивизия идёт на Кавказ. Но словаки не хотят воевать, каждый день они перебегают на советскую сторону. В 1942 году, когда Мишо и его друзей направляют в разведку, они тоже переходят к русским. Он оказывается в лагере военнопленных. Во время налёта фашистских самолётов на санитарный поезд Мишо бросается к зенитному пулемёту и обстреливает немецкий самолёт — так он знакомится с девушкой-военным врачом Элико, они влюбляются друг в друга. Но война их разлучает — Мишо, как убеждённого врага нацистов, направляют будто бежавшего из лагеря обратно в его часть — агитировать солдат сдаваться в плен. Со временем его агитацию выявляет немецкий офицер и Мишо арестовывают вместе со всем взводом, но солдаты, перебив конвой, уходят на советскую сторону. Как выполнившему задание, Мишо дают отпуск, он едет в Сухуми, где встречается с Элико. Но нужно продолжать борьбу — 1944 год, в Словакии вспыхивает партизанское восстание, и Мишо в составе чехословацкого корпуса отправляется на помощь партизанам. Получив отпуск по ранению, Мишо стремится в Сухуми, но Элико там не находит… Прошло несколько лет, кончилась война. Мишо вернулся в родную Словакию, и рядом с ним его жена, любимая Элико.

## В ролях
- Юлиус Пантик — Мишо Звара, учитель пения из Словакии
- Лия Элиава — Элико Геловани, военный врач, капитан РККА
- Верико Анджапаридзе — Мариам, мать Элико
- Додо Чичинадзе — Додо, жена Гурама Геловани
- Отар Коберидзе — Гурам Геловани, советский солдат
- Александр Омиадзе — Мамука Геловани, отец Элико и Гурама
- Зураб Лаперадзе — Мамедов, санитар
- Кароль Махата — Яно Совиар
- Римма Шорохова — медсестра
- Сергей Голованов — советский генерал

В эпизодах: Людовик Озабал, Вильям Полони, Рудольф Бахлет, Душан Блашкович, Вильям Заборский, Юлиус Вашек и другие